# Herrarnas bygelhäst i gymnastik vid olympiska sommarspelen 1972
Herrarnas bygelhäst i gymnastik vid olympiska sommarspelen 1972 avgjordes den 27 augusti till 1 september i Olympiahalle, München.

## Medaljörer
| Gren                | Guld                          | Silver           | Brons               |
| Herrarnas bygelhäst | Viktor Klimenko Sovjetunionen | Sawao Kato Japan | Eizo Kenmotsu Japan |

## Resultat

### Final
| Placering | Gymnast                 | C     | O     | Kval  | Final | Totalt |
| --------- | ----------------------- | ----- | ----- | ----- | ----- | ------ |
|           | Viktor Klimenko (URS)   | 9,500 | 9,550 | 9,525 | 9,600 | 19,125 |
|           | Sawao Kato (JPN)        | 9,400 | 9,600 | 9,500 | 9,500 | 19,000 |
|           | Eizo Kenmotsu (JPN)     | 9,500 | 9,600 | 9,550 | 9,400 | 18,950 |
| 4         | Shigeru Kasamatsu (JPN) | 9,500 | 9,550 | 9,525 | 9,400 | 18,925 |
| 5         | Michail Voronin (URS)   | 9,400 | 9,450 | 9,425 | 9,450 | 18,875 |
| 6         | Wilhelm Kubica (POL)    | 9,150 | 9,550 | 9,350 | 9,400 | 18,750 |